# Ayr
Ayr är en stad i Skottland i Storbritannien. Den är huvudort för kommunen South Ayrshire och har cirka 47 000 invånare (2012).